# Dequinha
José Mendonça dos Santos, mieux connu sous le nom de Dequinha (né le 19 mars 1928 à Mossoró au Rio Grande do Norte et mort le 23 juillet 1997 à Aracaju au Sergipe), est un joueur et entraîneur de football brésilien.

## Palmarès

### Joueur
- Championnat de Rio de Janeiro : 3

Flamengo : 1953, 1954, 1955
- Championnat du Rio Grande do Norte : 1

ABC : 1947
- Tournoi initial : 1

Flamengo : 1959
- Coupe Bernardo O'Higgins : 1

1955

### Entraîneur
- Championnat du Sergipe : 3

Sergipe : 1970, 1971, 1972